# 10278 Virkki
A 10278 Virkki (ideiglenes jelöléssel (10278) 1981 EW30) a Naprendszer kisbolygóövében található aszteroida. Schelte J. Bus fedezte fel 1981. március 2-án.

## Kapcsolódó szócikk
- Kisbolygók listája (10001–10500)